# سيد أباد (أصفهان)
سيد أباد هي قرية في مقاطعة أصفهان، إيران. عدد سكان هذه القرية هو 25 في سنة 2006.